# La Tosseta (Meranges)
La Tosseta és una muntanya de 2.681 metres que es troba al municipi de Meranges, a la comarca de la Baixa Cerdanya.